# Paul Wanner (Schriftsteller)
Paul Wanner (* 27. Juli 1895 in Schwäbisch Hall; † 5. April 1990 in Stuttgart) war ein deutscher Schriftsteller, der auch unter dem Pseudonym Gerhard Osiander schrieb.

## Leben
Wanner schrieb eine Vielzahl von Bühnenstücken für Freilichtbühnen im süddeutschen Raum, besonders für die Freilichtspiele Schwäbisch Hall in seiner Heimatstadt. Unter seinen Werken finden sich Lustspiele ebenso wie Volksstücke und Dramen, aber auch Erzählungen und Gedichte.
Wanner besuchte zunächst die Evangelischen Seminare in Maulbronn und Blaubeuren und studierte später in Tübingen und Wien Germanistik, Französisch, Geschichte und Philosophie. Er war seit dem Studium Mitglied der Verbindung Normannia Tübingen.  Bis 1947 lehrte er als Studienrat in Stuttgart, um sich danach ausschließlich der Schriftstellerei und dem Theater zu widmen.
Nach einer Zeit der Kriegsgefangenschaft durch die Franzosen im Ersten Weltkrieg wurde 1930 sein Stück P. G. – Prisonier de la guerre am Staatstheater Stuttgart uraufgeführt.
Dem Freilichttheater wandte sich Wanner ab 1934 zu, angeregt durch eine Auftragsarbeit für die Stadt Giengen mit dem Titel Brennende Heimat, auch weil er sich hier weniger Reglementierung durch die Nationalsozialisten erhoffte. Nach ersten Erfolgen mit Freilichtbühnenstücken vor allem in Schwäbisch Hall wirkte er seit den 60er Jahren als Gastregisseur der Freilichtspiele Neuenstadt, für die er weitere Stücke schrieb, die in den folgenden Jahren auf vielen Freilichtbühnen bis nach Norddeutschland zur Aufführung kamen.

## Werke (Auswahl)

### Bücher
- Mein Lebensbericht. Kohlhammer, Stuttgart 1990.
- Erlebtes und Geträumtes – Novellen und Erzählungen. Verlag J. F. Steinkopf, Stuttgart, 1988.
- Die schönsten Märchen – neu erzählt von Paul Wanner. Schreiber, Esslingen, 1987.
- Die schönsten Kindergeschichten. Schreiber, Esslingen, 1984.

Die Werke Die schönsten Märchen und Die schönsten Kindergeschichten wurden auch in andere Sprachen übersetzt. Weiter verfasste er für 6 Hefte des Esslinger Schreiber-Verlags für den Deutschunterricht die einleitenden Texte, die bis zu fünf Auflagen erfuhren: William Shakespeare, Gotthold Ephraim Lessing, Friedrich Hölderlin, Heinrich von Kleist, Franz Grillparzer und Bertolt Brecht.

### Bühnenstücke (Auswahl)
- PG (Kriegsgefangen) – "Prisonnier de Guerre" – , 1930
- Brennende Heimat,  1934
- Jedermann (Neubearbeitung)  1936
- Der König kommt  1936
- Baumeister Gottes – Der Dombaumeister –  1937
- Die Weiber von Schorndorf  1940
- Der Schneider von Ulm  1949
- Der letzte Tag  1955
- Der Geiger von Gmünd  1961
- Andreas Hofer  1962
- Das Neuenstadter Herzogspiel – Fatimes letzter Tanz –  1963
- Der Tübinger Vertrag, 1964
- Der Spion von Aalen, 1964[6]
- Der Schmied von Illingen  1967
- Anna Büschlerin  1970
- Turandot  1980
- Die Sieben Schwaben  1984
- Das kalte Herz  1984

Bei folgenden Werken ist die Jahreszahl der Entstehung unbekannt:
- Die Weiber von Weinsberg – Schwäbische Weibertreu –
- Das Wirtshaus im Spessart
- Die Altweibermühle
- Schwäbisches Heiratskarussell
- Kleider machen Leute
- Bettler vor dem Kreuz – Bettler ums Reich –
- Der Leonberger Landtag
- Die Judenbuche
- Der falsche Vater
- Robert Guiskard

## Ehrungen
- 1960: Schubart-Literaturpreis der Stadt Aalen
- 1976: Verdienstmedaille des Landes Baden-Württemberg
- 1985: Bürgermedaille der Stadt Stuttgart